# Залуски (гмина)
Залуски (пол. Załuski) — сельская гмина (уезд) в Польше, входит как административная единица в Плоньский повет, Мазовецкое воеводство. Население — 5437 человек (на 2004 год).

## Демография
| Перепись                       | Всего   | Всего | Женщины | Женщины | Мужчины | Мужчины |
| ------------------------------ | ------- | ----- | ------- | ------- | ------- | ------- |
| Единицы                        | человек | %     | человек | %       | человек | %       |
| Население                      | 5437    | 100   | 2773    | 51      | 2664    | 49      |
| Плотность населения (чел./км²) | 48,7    | 48,7  | 24,8    | 24,8    | 23,9    | 23,9    |

## Сельские округа
1. Фальбоги-Вельке
2. Гостолин
3. Каменица
4. Каменица-Выгода
5. Каролиново
6. Корыциска
7. Крочево
8. Михалувек
9. Наборовец
10. Наборово
11. Наборово-Парцеле
12. Непекла
13. Нове-Ольшины
14. Нове-Вроньска
15. Пшиборовице-Дольне
16. Пшиборовице-Гурне
17. Садувец
18. Слотвин
19. Смульска
20. Соболе
21. Старе-Ольшины
22. Старе-Вроньска
23. Стружево
24. Щытники
25. Щытно
26. Вилямы
27. Войны
28. Залуски
29. Здуново
30. Злотополице

## Поселения
1. Длутувек
2. Глодово
3. Каменица-Фольварк
4. Каменица-Козаки
5. Каменица-Пеньки
6. Крочево-Бараки
7. Сокаль
8. Вымыслин
9. Зайёнчки
10. Зажече

## Соседние гмины
1. Гмина Червиньск-над-Вислой
2. Гмина Йонец
3. Гмина Нарушево
4. Гмина Плоньск
5. Гмина Закрочим